# Microgephyra elegans
Microgephyra elegans – gatunek muchówki z podrzędu krótkoczułkich i rodziny dziewierkowatych.
Gatunek ten opisany został w 2005 roku przez Martina Hausera i Michaela Irwina.
Muchówka o ciele długości od 5,4 do 5,4 mm u samców i od 6,5 do 8,5 mm u samic, a długości skrzydła od 4,7 do 5,4 u samców i od 5,1 do 6,2 mm u samic. Głowa głównie szarawoczarna z ciemnymi szczecinkami, brązowymi głaszczkami szczękowymi i pomarańczowo-brązowymi czułkami, które są dłuższe od głowy i których trzonki są znacznie krótsze od wici. Samce dychoptyczne. Czoło jest łyse i błyszcząco czarne. Oskórek tułowia żółtopomarańczowobrązowy, a odwłoka ciemnobrązowy. Gonokoksyty z jamkami na krawędziach wewnętrznych i parą długich, grubych mikroszczecin.
Dziewierkowaty endemiczny dla Madagaskaru.